# 奧維爾教堂
《奧維爾教堂》（英語：The Church at Auvers）是文森·梵谷於1890年6月所創作的一幅油畫，該作品現保存於法國巴黎的奥赛博物馆。
實際的教堂位於法國瓦兹河畔欧韦尔的聖堂廣場，距離巴黎西北27公里（17英里）。

## 描述

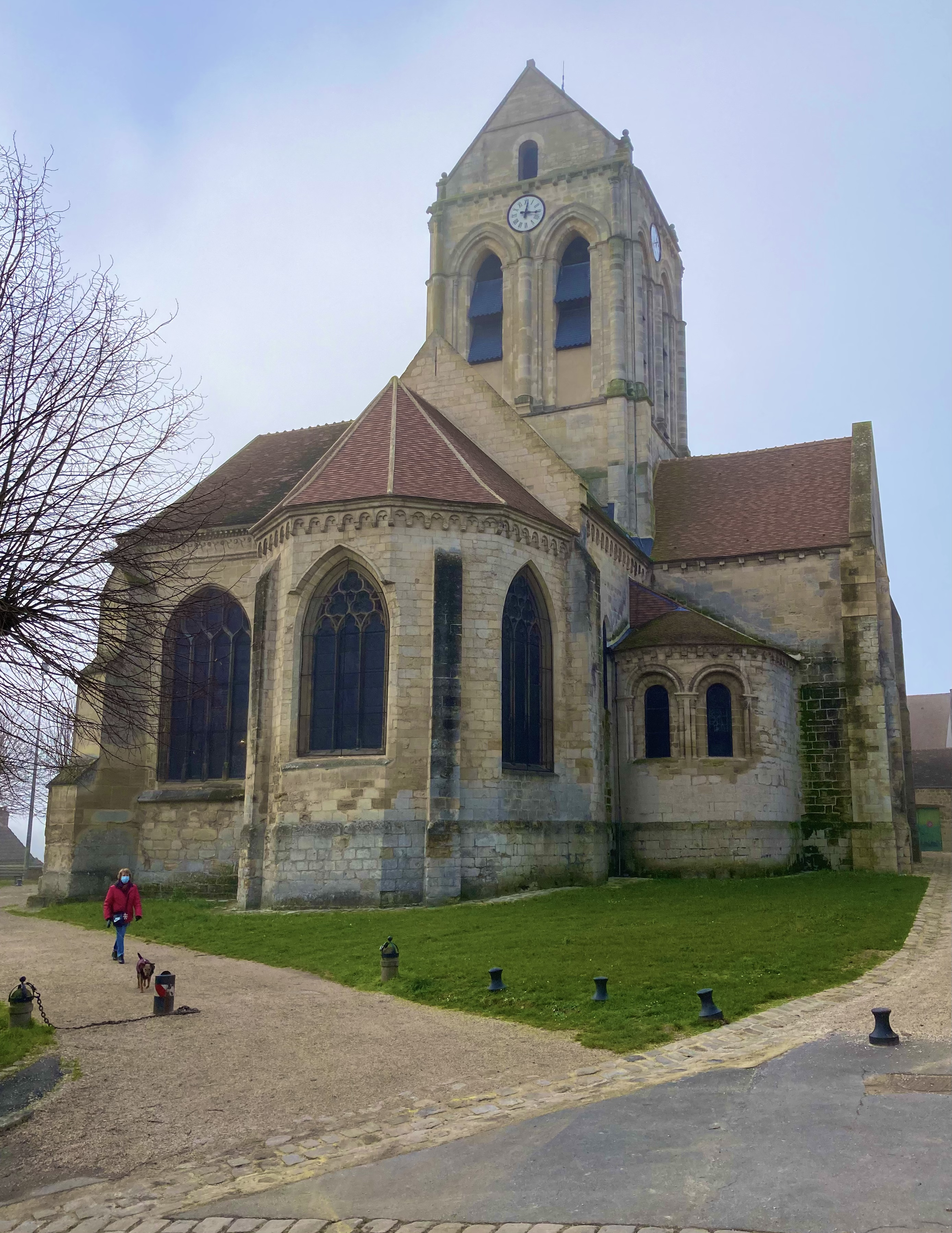
實際的教堂

《奧維爾教堂》這幅畫與其他作品如《奧維爾市政廳》及幾幅茅草屋頂小房子的素描，讓人聯想起梵谷在尼嫩時期（1883–1886年）的作畫風格。他在聖雷米德普羅旺斯所居住的最後幾週，已經表現出對於荷蘭北部的某種懷舊情感：在他逝世前幾週寫給妹妹的一封信中，他寫道：「我生病時，還是憑著記憶中畫了一些小畫布，你以後會看到，那是我對北方的回憶。」
當梵谷在1890年6月5日給妹妹威廉明娜（Wilhelmina）的信中描述《奧維爾教堂》時，他特別提到了過去在尼嫩時期所完成的類似作品：
我有一張較大的村莊教堂的畫，呈現的效果是建築物看起來帶有紫羅蘭色調，對比著簡單深藍色、純鈷藍色的天空；彩色玻璃窗看起來像是天藍色的斑點，屋頂則是紫羅蘭色和部分橙色。前景是一些盛開的綠色植物、和帶有粉紅色陽光流的沙灘。這幅畫跟我在紐嫩所做的那些老塔和墓地的研究幾乎一模一樣，只是現在的色彩則更具表現力和奢華感。
梵谷在畫作中使用的「簡單深藍色」，也用在同一時期於瓦兹河畔欧韦尔創作的《阿德琳·拉武的肖像》中，在《奧維爾教堂》的呈現中，畫作的前景被陽光照亮，教堂本身坐落在自己的陰影中，「既不反射也不散發出任何自己的光。」梵高從事佈道生涯時，曾希望在比利時的博里纳日繼續進行佈道，但被教會開除後，他在1880年7月從奎姆寫信給兄弟西奧時，引用了威廉·莎士比亚《亨利四世 (第一部)》中有關教堂內部的黑暗空虛形象，來象徵自身「空洞無知的講道」：「他們的神就如同莎士比亞所寫的法斯塔夫在喝醉說的，就僅是一座教堂的內部一般。」，這個比喻被梵谷用來批評毫無沒有真正意義和內容的講道，如同教堂內部一樣充滿著空洞和無知。
畫作中帶有分歧道路的主題，也出現在他的畫作《麥田群鴉》中。

## 在流行文化中
《奧維爾教堂》在科幻电视剧《神秘博士》第五季第10集的故事《文森特與博士》扮演着重要的角色。在这个故事里，此画教堂的一个窗户上，有一个奇怪的生物（称作“Krafayis”），这令时间旅行主角博士发现，梵高住的瓦兹河畔欧韦尔有些邪恶的东西。当托尼·库兰扮演的梵高本人打败怪物后，画作才恢复了现在的样子。有意思的是，后来发现怪物是盲的，人们对世界与天空的盲目（只有梵高不是）是本集的中心主题。

## 外部連結
- 维基共享资源上的相關多媒體資源：The Church at Auvers